# الأغبياء الثلاثة (فلم)
الأغبياء الثلاثة هو فيلم جريمة مصري من إخراج حسن الصيفي  وبطولة يونس شلبي، سمير غانم، سعيد صالح، جميل راتب، دلال عبد العزيز وحسين الشربيني، صدر الفيلم في 26 أبريل 1990.
الفيلم من أفلام عيد الفطر 1410 هـ.

## نبذة
يسطو ثلاثة أصدقاء على فيلا الثري أحمد، ولكنه يتمكن منهم ويتضح له أنهم ليسوا لصوصًا، ويشك أحمد في سلوك زوجته سعاد، فيتفق مع الأصدقاء على مراقبتهما مقابل المبلغ المطلوب.

## طاقم العمل
- يونس شلبي بدور جابر الكواوي
- سمير غانم بدور ممدوح النادي
- سعيد صالح بدور سعد
- جميل راتب بدور أحمد الشرقاوي
- دلال عبد العزيز بدور سعاد
- حسين الشربيني بدور رمزي الكردي
- نعيمة الصغير بدور زوجة رمزي

## وصلات خارجية
- مقالات تستعمل روابط فنية بلا صلة مع ويكي بيانات